# فلافيو شميد
فلافيو شميد (6 فبراير 1980 بسويسرا - ) هو لاعب كرة قدم سويسري في مركز الدفاع. لعب مع نادي آراو ونادي بادن ‏.

## وصلات خارجية
- فلافيو شميد على موقع قاعدة بيانات كرة القدم.إي يو (الإنجليزية)
- فلافيو شميد على موقع بيانات كرة القدم. دي إي (الألمانية)
- فلافيو شميد على موقع عالم كرة القدم.نت (الإنجليزية)